# Puente de Sacavém

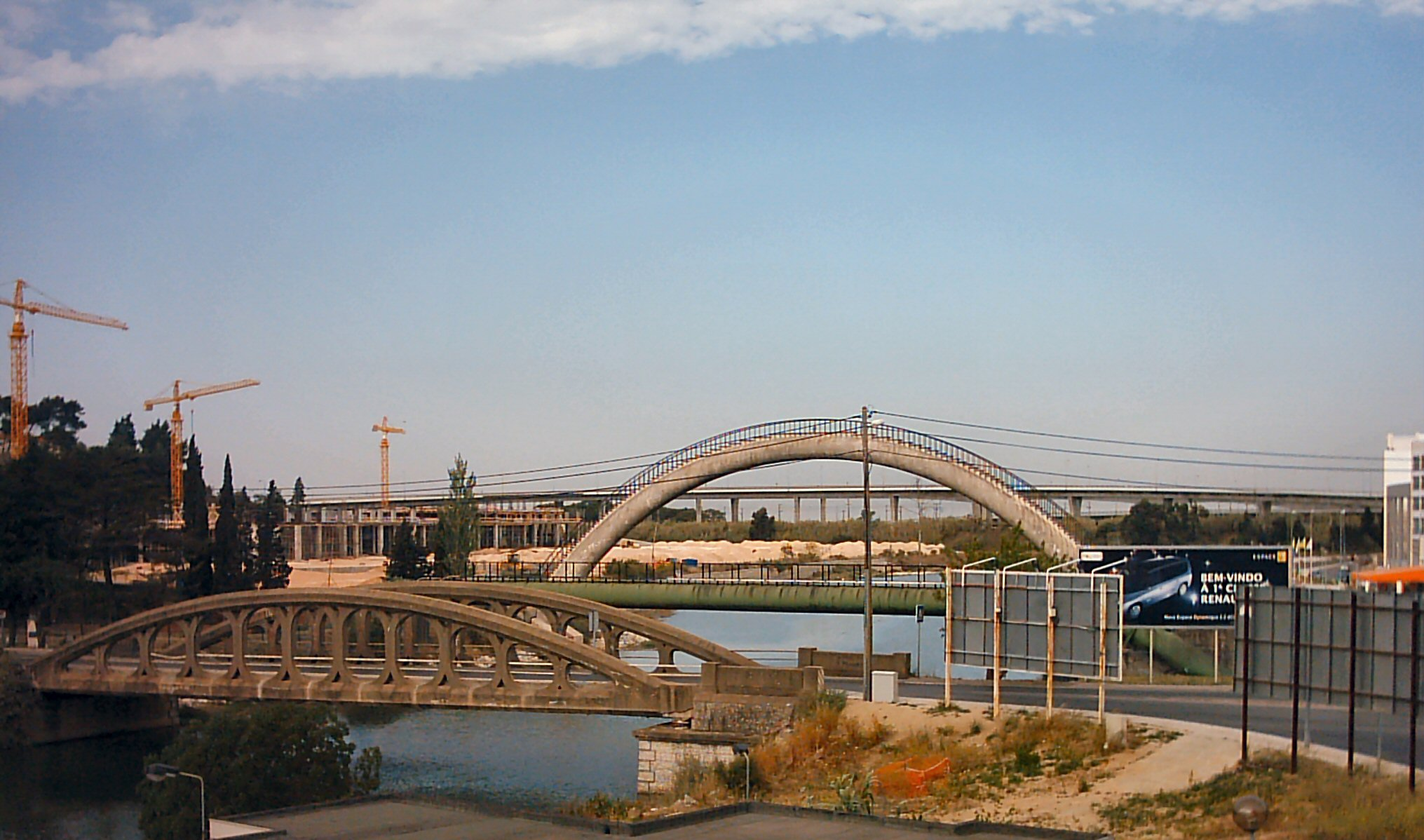
El actual puente sobre el Trancão (abajo a la izquierda), con el sifón del canal de Alviela (en el centro); al fondo también se puede observar el puente del IC2, que cruza el río junto a su desembocadura.

El Puente de Sacavém sobre el Río Trancão, uniendo las actuales freguesias de Sacavém y de Bobadela, como parte de la Estrada Nacional n.º 10, se yergue hoy en el mismo lugar donde, durante, siglos, existió un puente romano, que constituía uno de los símbolos de Sacavém y que subsiste hoy en día no sólo en la memoria popular sino también en el escudo de la localidad.   
- Datos: Q9064424
- Multimedia: Ponte de Sacavém / Q9064424